# Dalia Itzik
Dalia Itzik, född 20 oktober 1952 i Jerusalem, är en israelisk politiker och medlem av Kadima. Hon var  talman i Knesset från 2006 till 2009 och Israels interimspresident under två veckor  i juli 2007.

## Biografi
Itzik föddes i Jerusalem som ett av åtta syskon i en fattig invandrarfamilj från Irak. Hon arbetade som lärare från 1973 till 1989 och blev ordförande för Jerusalems lärarförbund. År 1992 valdes hon in i Knesset för Israeliska arbetarpartiet.
Itzik lämnade arbetarpartiet för det nybildade Kadima i november 2005. Hon valdes till talman i Knesset 2006 och ersatte president Moshe Katsav under sex månader när han anklagades för våldtäkt. År 2014 kom hon på tredje plats i första ronden av presidentvalet.